# 달수 이야기
《달수 이야기》는 매주 일요일 산삼 작가가 연재하는 네이버 웹툰이다. 2015년 3월 7일에 연재를 시작하여 2017년 8월 19일에 127화로 완결되었다. 이 작품은 주인공이 피치못할 사정으로 남장을 하고 남학교에 들어가 달수로 생활하며 벌어지는 이야기를 그린 일상코믹웹툰이다. 또한 이 직품은 2014년 네이버 수퍼루키 공모전에 당선됐었다. 현재 이 웹툰은 네이버 웹툰플러스에서 유료로 구매하여 볼 수 있다.

## 등장인물
- 김달수(본명: 김주혜)-피치못할 사정으로 남장을 하고 남학교에 다니고 있는 여고생. 아이돌 불낙지를 좋아한다.
- 양채모-토끼 머리핀을 늘 하고 다니며 여동생이 있다.
- 마적두-달수의 짝궁. 쾌활한 성격이다.
- 장영식-달수네 반 반장. 공부를 반에서 가장 잘한다.
- 이물식-달수의 보호자들 중 한명으로 그 중에서 가장 나이가 적다.
- 박화수-달수의 보호자들 중 한명으로 가장 맏형이다. 나중에 박봉녀와 이어진다.
- 정명수-달수의 보호자들 중 한명으로 요리 담당이다. 왜인지는 모르겠지만 늘 자몽을 들고 싸운다.
- 박봉녀-달수네 반에 교생선생님이다. 처음에는 달수와 사이가 안좋았지만 매우 친해진다. 박화수와 이어진다.